# Turismo di massa

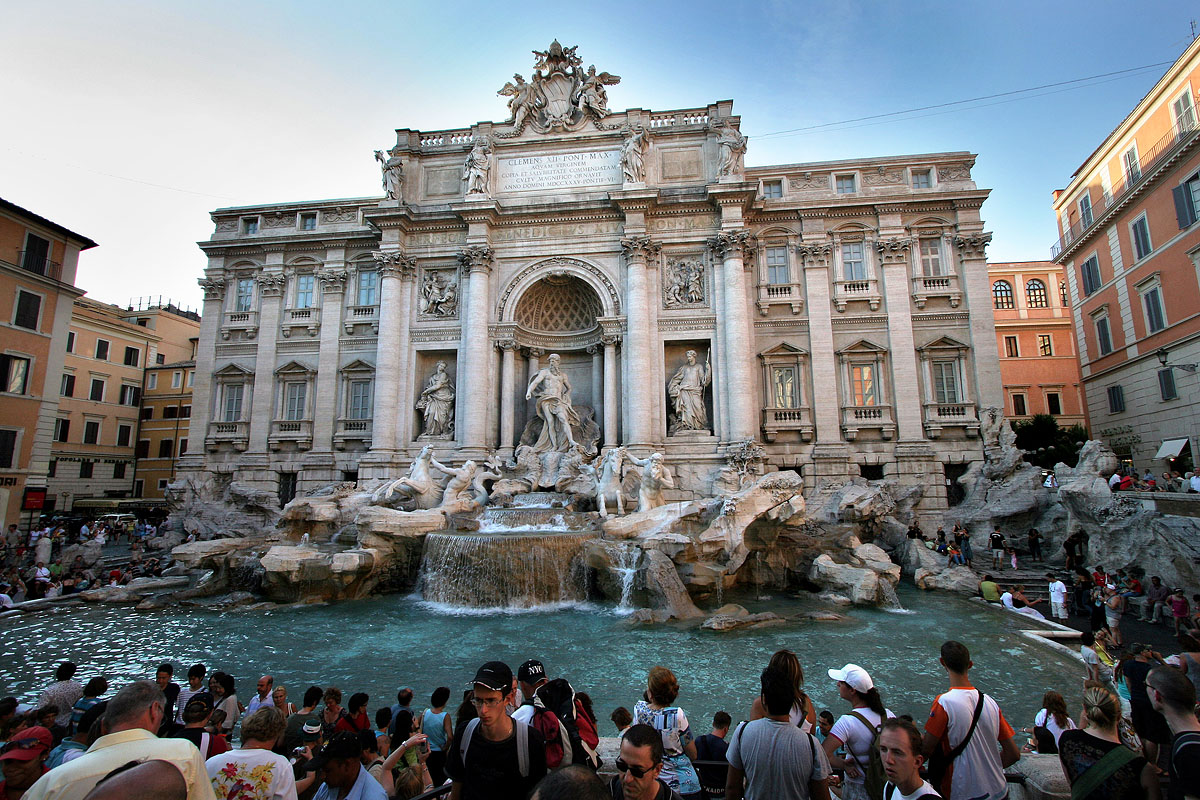
Turismo di massa alla Fontana di Trevi a Roma

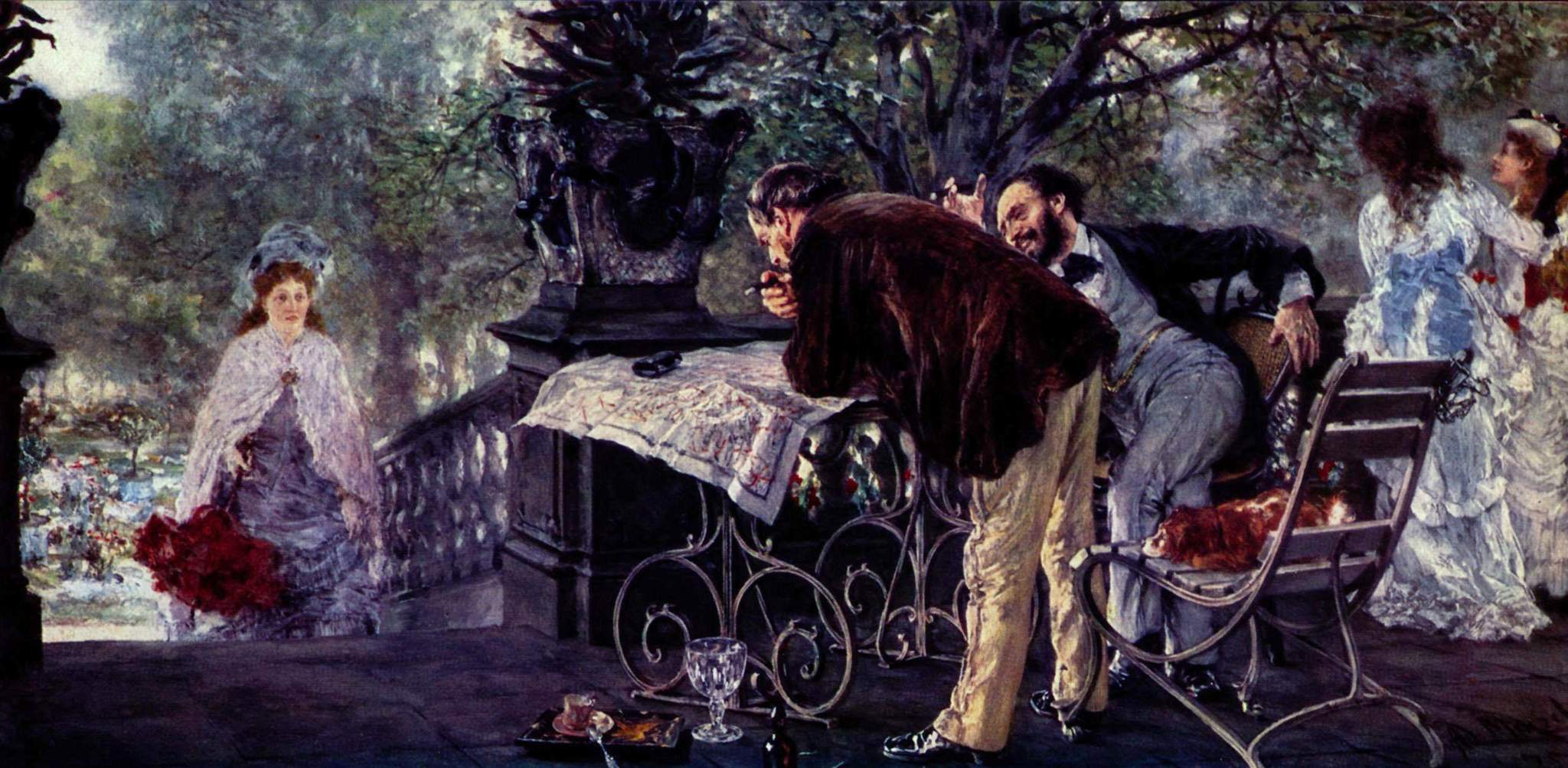
Reisepläne (Pianificazione di viaggio) di Adolph von Menzel (1875)

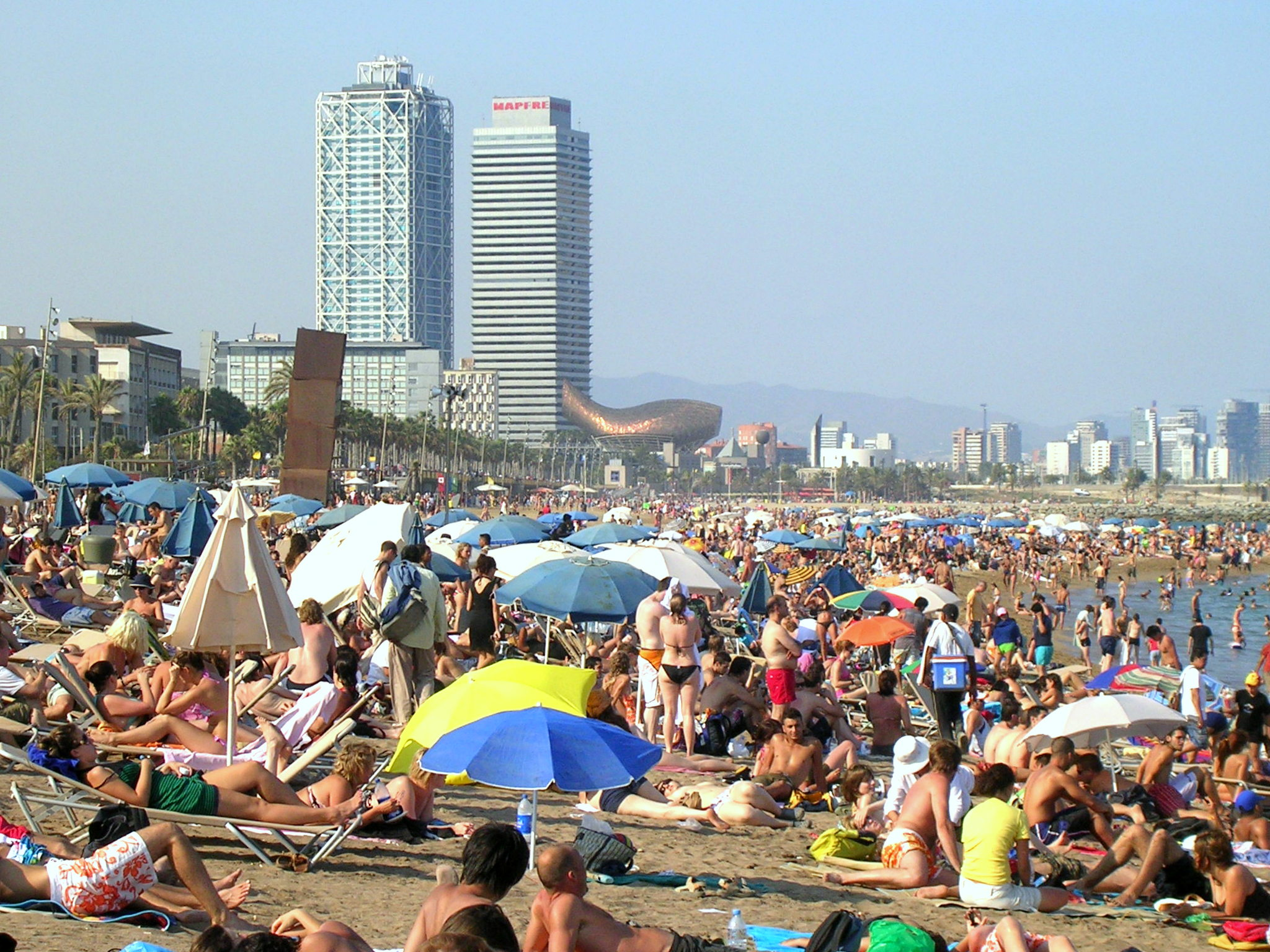
Turisti nella costa di Barcellona, 2007

Il turismo di massa è quel fenomeno di costume odierno nato dalla massificazione del turismo un tempo appannaggio solo di ristrette elite benestanti, può riguardare sia viaggi autonomi sia viaggi di gruppo pre-programmati.
(Eric J. Leed)

## Storia
Questa forma di turismo ha cominciato a svilupparsi nella seconda metà del XIX secolo dal Regno Unito dal capostipite Thomas Cook. Questi approfittando della rete ferroviaria in rapida espansione in Europa, fondò una società (antesignana delle agenzie turistiche) che offriva alla gente comune (la "massa") escursioni e gite giornaliere a prezzi accessibili, oltre che vacanze più lunghe in Europa continentale, India, Asia e nell'emisfero occidentale (queste ultime riservate ai clienti più ricchi). Nel 1890 oltre 20 000 turisti all'anno viaggiavano con Thomas Cook & Son.
Il rapporto tra compagnie turistiche, operatori dei trasporti e hotel è una caratteristica centrale del turismo di massa. Ad esempio Cook fu in grado di offrire prezzi inferiori al prezzo pubblicizzato da mezzi di trasporto e hotel perché la sua azienda acquistava un gran numero di biglietti dalle ferrovie. Una forma contemporanea di turismo di massa è il pacchetto turistico, preparato da un operatore turistico, che incorpora la partnership tra trasporti, hotel e ristoranti.
Il viaggio si sviluppò all'inizio del XX secolo e fu facilitato dallo sviluppo delle automobili e successivamente dagli aeroplani. I miglioramenti nei trasporti consentirono a molte persone di spostarsi rapidamente verso luoghi di interesse per trascorrere il tempo libero e un numero maggiore di persone poté iniziare a godere dei benefici delle vacanze.
Nell'Europa continentale, le prime stazioni balneari furono: Heiligendamm, creata nel 1793 sul Mar Baltico, prima spiaggia organizzata, Ostenda, popularizzata dagli abitanti di Bruxelles, Boulogne-sur-Mer e Deauville frequentate dai Parigini e Taormina in Sicilia. Negli Stati Uniti d'America, i primi resort in stile europeo vennero creati ad Atlantic City, nel New Jersey ed a Long Island, nello stato di New York.
Dalla metà del XX secolo, le coste del Mediterraneo divennero la principale destinazione del turismo di massa. Gli anni 1960 e 1970 videro il turismo di massa svolgere un ruolo importante nello sviluppo del turismo in Spagna, Italia e Grecia.

## Impatti ambientali e sociali

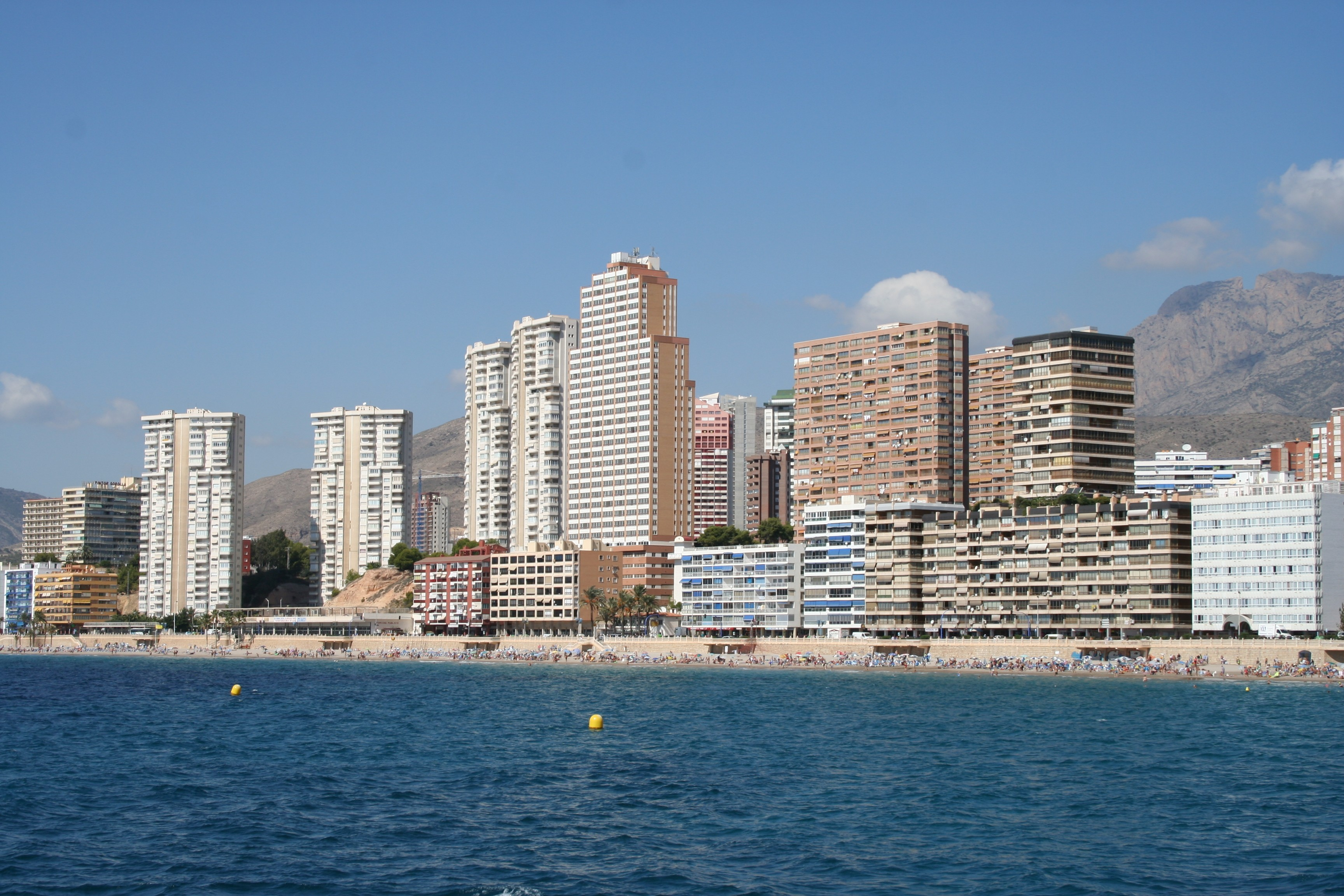
Benidorm (Spagna), simbolo del turismo di massa.

Finché l'afflusso di turisti non supera una certa soglia, i turisti usufruiscono di servizi e prestazioni pensati per i residenti. Oltre questa soglia, invece, i residenti sono costretti ad usufruire dei servizi pensati per i turisti.
Il turismo di massa ha spesso ripercussioni negative sulla popolazione locale e sull'ambiente. I rifiuti sono prodotti in massa, sono necessari molta energia elettrica e acqua. L'acqua, una merce scarsa in attraenti paesi caldi, è particolarmente sprecata in grandi complessi alberghieri, a scapito delle popolazioni locali (acqua corrente, irrigazione, ecc.). In media nelle regioni tropicali, vengono consumati 27 litri di acqua al giorno per abitante contro 100 litri al giorno per turista. In riva al mare, quest'acqua viene spesso pompata direttamente dalla falda freatica, il che si traduce regolarmente in cedimento del suolo e infiltrazione di sabbia da spiaggia, che riempie i vuoti sotterranei formati. In questo scenario, le spiagge interessate tendono a scomparire, il che riduce di conseguenza la frequentazione turistica.
I molteplici mezzi di trasporto utilizzati dai viaggiatori contribuiscono all'emissione di CO2 e gas serra, migliaia di aerei turistici atterrano e decollano (il turismo costituisce il 60% del traffico aereo), gli autobus turistici viaggiano quotidianamente, così come le navi da crociera che viaggiano lungo le coste (una nave da crociera produce 7 000 tonnellate di rifiuti all'anno).
Il turismo di massa ha pesanti impatti sull'aria o sull'acqua.
Ad esempio, la baia di Along è molto minacciata dall'inquinamento. Questo sito attira sempre più imbarcazioni che inquinano molto. Nel 2019 il sito ha attirato 15 000 visitatori al giorno, il doppio rispetto al 2016. Barche e turisti lasciano molti rifiuti lungo il loro cammino. Polmone dell'industria turistica del paese, questo luogo è diventato anche l'illustrazione del lato oscuro del turismo di massa.
Le crociere stanno diventando sempre più popolari e trasportano 20 milioni di passeggeri in tutto il mondo e 80 000 in Italia ogni anno. Ma sono anche un genere di trasporto molto inquinante, poiché hanno un impatto notevole sulla produzione totale di CO2 nel settore turistico e, inoltre, sono la causa della distruzione dei sistemi marini. Infatti, pesci, molluschi e barriere coralline possono morire a causa dell'eccesso di azoto e fosfuro causato dalle acque reflue delle navi. La principale causa di inquinamento è il carburante, che è olio combustibile. È un po' meno costoso del gasolio ma è più inquinante.
Sono stati rilevati effetti sugli animali selvatici, da foto selfie realizzate con alcuni animali e segnalate dalla ONG World Animal Protection.
In diverse città sono emersi movimenti anti-turismo che denunciano un massiccio turismo, che ha un impatto sulla vita quotidiana degli abitanti del luogo che non hanno più abbastanza spazio vitale. Questi movimenti di rifiuto continueranno a svilupparsi, con eventi come "Tourist go home", che già esistono a Barcellona, Venezia o Dubrovnik. Questa tendenza non potrà che aumentare, come forma di disaccordo e ostilità. Prende forme ancora più violente nel quadro dei regionalismi nei Paesi Baschi o in Corsica, con residenze secondarie contrassegnate: "Il Paese Basco non è in vendita".
Manifestazioni delle popolazioni hanno avuto luogo in diverse città e potrebbero far nascere alcuni movimenti che a loro volta potrebbero avere un'influenza politica come nel caso della Catalogna che vuole separarsi dalla Spagna. Durante referendum il turismo era calato: "il numero dei visitatori stranieri è diminuito di quasi il 5% dal referendum sull'indipendenza del 1º ottobre".
Il turismo di massa produce "effetti estremamente divisivi sulla popolazione locale: da un lato le persone si arricchiscono e dall'altro soffrono, sono proletarizzate ed emarginate".
Il turismo porta la sua quota di impatto sulla popolazione locale che non trova più il suo posto nelle grandi città occupate. Fenomeni sono stati osservati a causa del turismo di massa, come la prostituzione minorile e adulta (comunemente chiamato turismo sessuale), lo spostamento delle popolazioni per far posto a progetti immobiliari nel settore alberghiero, la crescita del crimine e traffico di droga.
Negli ultimi anni l'aumento del turismo di massa è diventato una fonte di ispirazione per gli artisti, ad esempio per Banksy.
Il 22 maggio 2019, durante la Biennale di Venezia, l'artista di strada britannico ha allestito uno stand di pittura ad olio nella famosa Piazza San Marco. Tuttavia, non essendo stato invitato, fu rimosso dai Carabinieri. Poté comunque esporre una serie di dipinti che rappresentano un enorme transatlantico pieno di turisti che oscura i monumenti più famosi di Venezia.
L'artista, a quanto pare, ha anche approfittato della sua presenza a Venezia per eseguire uno stencil sul muro del palazzo di Ca' Foscari raffigurante un giovane rifugiato indossante un giubbotto di salvataggio.

## Regolamentazione del turismo
La prima volta che le potenze mondiali tentarono di regolamentare il turismo fu nel 1925, tra le due guerre mondiali, quando il turismo fu considerato un problema di traffico. Numerosi paesi europei crearono il Congresso internazionale delle associazioni ufficiali di traffico turistico per ridurre al minimo le formalità doganali per i turisti. Da questo piccolo ufficio nacque poi l'Organizzazione mondiale del turismo.
Nove anni dopo, il turismo venne ricalibrato in una propaganda o un dossier di pubbliche relazioni incentrato sulla diffusione di informazioni su dove e come viaggiare. In questa incarnazione, l'ufficio venne rinominato in Unione internazionale delle organizzazioni turistiche di propaganda. Infine, dopo la seconda guerra mondiale, si decise che il turismo raggiungesse il livello delle relazioni governative che richiedevano il coordinamento di agenzie turistiche di vari paesi, come l'Ufficio nazionale del turismo francese e l'Agenzia nazionale italiana del turismo in Italia.
Al fine di limitare le varie ripercussioni del turismo di massa, è possibile adottare misure fissando le quote in termini di numero di persone che possono accedere ai siti turistici, istituendo tariffe di accesso ai siti più frequentati, l'istituzione di regolamenti immobiliari che consentano la supervisione sulle costruzioni alberghiere, compresi i nuovi edifici, nonché l'espansione di quelli esistenti, anche stabilendo norme che vietino la costruzione di alberghi in determinate città e luoghi. Stabilire misure rigorose per alloggi in stile Airbnb, ostelli, scambio casa e altri, nonché prescrivere restrizioni sull'accesso alle seconde case. A Barcellona, una legge sulla quantità di letti disponibili (attualmente stimata in circa 175.000) nota come "Piano di alloggi turistici speciali" regola la concessione di permessi sia a livello di hotel che di appartamenti. Altre misure di controllo possono essere previste come quello dei visti d'ingresso, la gestione dei flussi (tempi di accesso rigorosi) e il controllo del trasporto aereo, terrestre e marittimo.

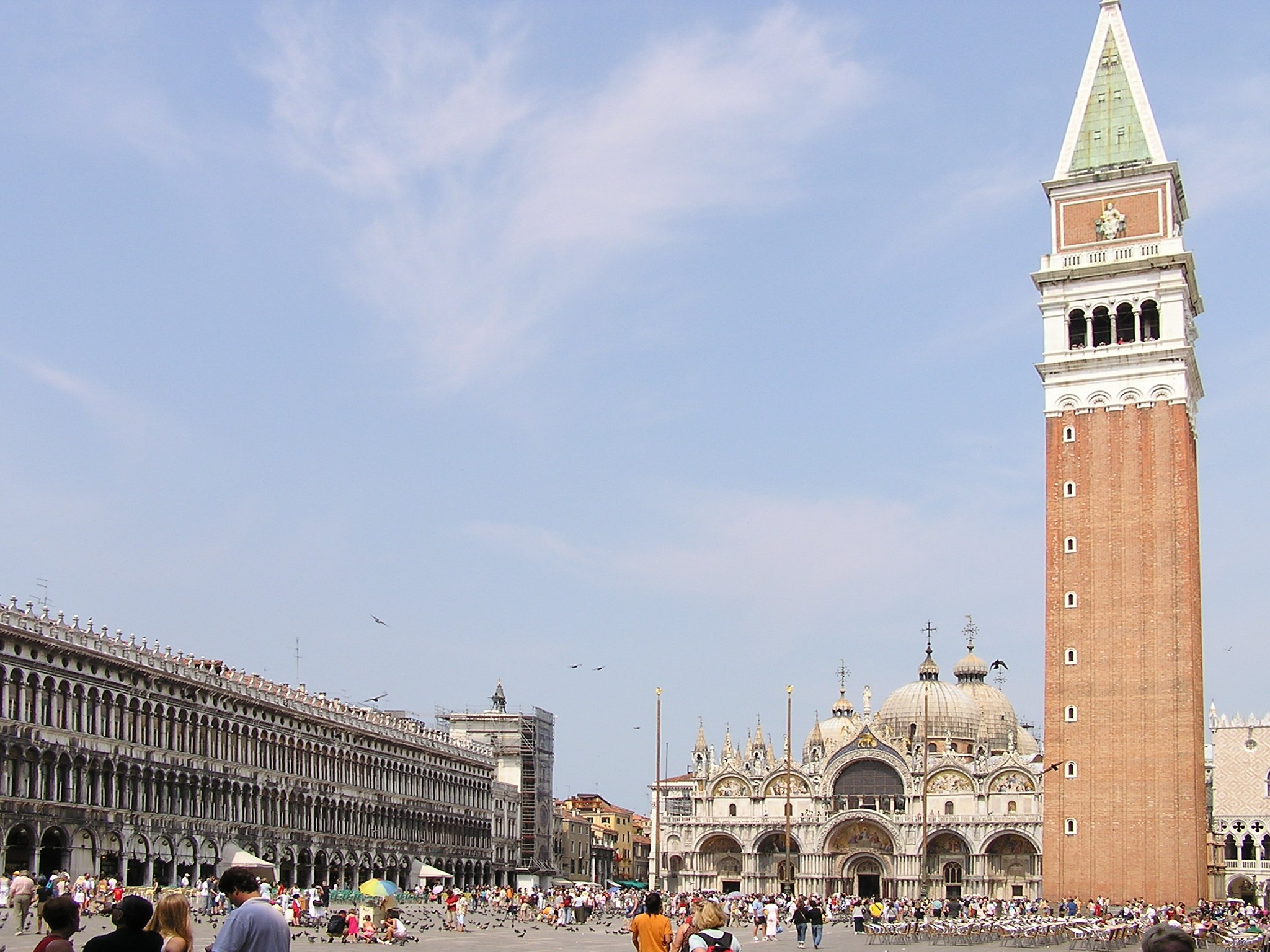
Piazza San Marco a Venezia, un luogo molto amato dal turismo internazionale

Venezia, che riceve oltre trenta milioni di visitatori all'anno, dal 2017 ha vietato la creazione di nuovi hotel nel centro della città, stabilendo una quota di 20 000 persone presenti in Piazza San Marco durante il carnevale e durante alcune festività e la chiusura di alcune strade e imbarcaderi. Nel 2019 è stata introdotta una tassa di accesso di 3 euro al giorno che dal gennaio 2020, varierà tra 3 e 10 euro in alta stagione e viene inclusa nei biglietti del treno o dell'aereo. Nel 2024 è stato varato il contributo di accesso, una tassa giornaliera di 5€ con l'obiettivo di ridurre il numero di turisti giornalieri nei giorni in cui si prevede una maggiore affluenza. Fare il bagno nel Canal Grande a Venezia, in una delle fontane della Città Eterna o fare un picnic sui gradini del Duomo di Firenze comporta almeno 500 euro di multa. In Sardegna, molte spiagge hanno creato un numero compreso tra 300 e 1 000 persone al giorno, che devono pagare un biglietto d'ingresso compreso tra 1 e 10 euro. Il Consiglio comunale di Edimburgo, in Scozia, ha istituito una tassa di 2 £ a notte per tutte le prenotazioni, incluso Airbnb. Amsterdam ha posto un limite di 30 giorni all'anno per l'affitto di alloggi arredati ai turisti, ha proibito l'apertura di nuovi negozi di souvenir ed ha escluso le auto dei turisti dal centro città. Parigi sta prendendo in considerazione quest'ultima misura e limita i noleggi di tipo Airbnb. In Grecia, le autorità hanno limitato l'arrivo delle navi da crociera sull'isola di Santorini. Nel 2018, le Filippine hanno chiuso per sei mesi l'isola di Boracay, un piccolo angolo di paradiso trasformato in "fossa settica", secondo il presidente del paese, sotto l'effetto del turismo di massa.